# Chiesa di San Silvestro (Brescia)
La chiesa di San Silvestro è la parrocchiale di Folzano, frazione di Brescia, in provincia e diocesi di Brescia; fa parte della zona pastorale di Brescia Sud.
Realizzata durante la metà del Settecento, presenta un notevole e pregiato apparato decorativo interno fatto di stucchi, affreschi e marmi policromi e ospita numerose opere d'arte dell'epoca, fra le quali spicca la pala dell'altare maggiore, opera di Giambattista Tiepolo.

## Storia
L'idea di realizzare una chiesa per il piccolo comune autonomo di Folzano, poiché tale era la sua condizione amministrativa in quegli anni, nasce nel corso della prima metà del Settecento, durante la ventata di rinnovamento spirituale portata dal cardinale Angelo Maria Querini. Fra il 1730 e la fine degli anni '50 del secolo vengono costruite numerose chiese, fra l'altro tutte finanziate dalle ingenti finanze del Cardinale. In provincia sorgono le parrocchiali di Coccaglio e Paitone, in città vengono ampliate la chiesa di Santa Maria del Carmine e la chiesa di Santa Maria delle Grazie. Inoltre, il cantiere del duomo nuovo subisce un notevole impulso dopo i rallentamenti provocati dall'epidemia di peste del secolo precedente. Innumerevoli poi gli abbellimenti, gli inserimenti di tele e statue, i restauri, i ritocchi e le aggiunte fatte in tutte le altre chiese cittadine e di provincia.
Anche per la realtà di Folzano, comune di 347 persone al censimento del 1743, viene pensata l'introduzione di una chiesa parrocchiale. Una chiesa, in realtà, era già esistente, ma era ormai molto degradata e necessitava ingenti opere di manutenzione. La tradizione vuole che la realizzazione della chiesa fu interamente pagata dalla comunità di Folzano, che raccolse attraverso risparmi e sacrifici l'ingente somma per pagare il cantiere, i progettisti e gli artisti che avrebbero poi abbellito l'edificio con decorazioni, statue e tele. La credenza, in realtà, non corrisponde al vero, visto che per gli abitanti del comune e per i pochi nobili della zona sarebbe stato impossibile pagare la fabbrica e, soprattutto, gli artisti che vi portarono in seguito le loro opere. Anche in questo caso, il finanziamento è da attribuire a un benefattore anonimo, il cui nome non compare sui documenti, sicuramente identificabile con il cardinal Querini, fermo nella sua opera di riforma che garantisse una formazione culturale, teologica e intellettuale al clero e una ristrutturazione dei luoghi di culto, in modo da soddisfare le direttive del Concilio di Trento sul tema di edifici religiosi.
Il progetto viene affidato al capomastro Giovan Battista Galli, già assistente dell'architetto Domenico Corbellini, il quale aveva progettato il rifacimento della chiesa di San Lorenzo, in città. I due avevano lavorato assieme, pochi anni prima, per la realizzazione della chiesa parrocchiale di Paitone, nel bresciano, a Fulda per il progetto della chiesa di San Nicola, e a Würzburg per il Palazzo Querini, come assistenti dell'architetto Johann Balthasar Neumann. Per la chiesa di Folzano, il Galli ripropone lo stesso schema architettonico e strutturale della chiesa di San Nicola di Fulda, della quale pare infatti una copia in miniatura. Il 25 marzo 1745 si ha la solenne cerimonia della posa della prima pietra, che viene collocata due metri sulla sinistra rispetto a dove sarà in futuro la porta principale. Si tratta di una pietra liscia, lunga circa un metro e mezzo e larga uno, con incise tre croci e la data di inizio dei lavori.
Già poco dopo l'apertura del cantiere, però, emerge un grosso problema: il terreno designato a ospitare la fabbrica, vicino alla vecchia chiesa, è troppo soggetto a infiltrazioni. Le buche scavate per le fondamenta si riempiono d'acqua in poco tempo e lo scavo diventa presto una pozza fangosa. I lavori vengono fermati per circa quattro mesi, tentando di trovare una soluzione al problema. Nel cantiere entra la figura del capomastro Bartolomeo Cicogna, accompagnato da alcuni suoi aiutanti specializzati, da poco tornato a Brescia da Portogruaro, dove nei lavori di costruzione della residenza di Giovan Francesco Querini, fratello del cardinale, si erano presentati i medesimi problemi. Il terreno viene riorganizzato con la preparazione di un fondo di pietra fatto di scarti di lavorazione provenienti dalle cave di Botticino, massi e pietrame vario. Viene poi piantata un'ottantina di alti pali di legno e realizzata una nuova pavimentazione su cui impostare i muri della chiesa. Su proposta sempre del Cicogna, gli stessi muri perimetrali vengono realizzati con un'inclinazione di 7,5 gradi verso l'interno per stabilizzare l'edificio e scaricare meglio il peso della cupola.
Da questo momento in poi, i lavori proseguono spediti. Molto del materiale da costruzione impiegato viene recuperato dalla demolizione della vecchia chiesa adiacente. Nell'ottobre 1753 viene posto il tetto, mentre nella primavera del 1754 viene terminata la sacrestia: la conclusione dei lavori si registra il 30 aprile 1755. Il mastro Gasparo Cami interviene per primo a decorare gli interni con una serie di quadrature. Nel 1757 vi lavoreranno i fratelli Felice e Ottaviano Pasquelli, insieme a Domenico Rossi, per realizzare i vari stucchi e fregi in marmo, mentre alla fine del 1758 viene inviato a Folzano Antonio Ferretti, si dice "a riposarsi" fra l'impegnativo cantiere della Residenza di Würzburg e un'altra opera impegnativa già commissionatagli, la decorazione e la realizzazione di alcune statue per la Biblioteca Queriniana.
Terminati i lavori, la chiesa viene continuamente arricchita nei secoli successivi da paramenti, addobbi e nuove decorazioni. Viene anche più volte restaurata, specie nel 1864, anno in cui, il 4 novembre, venne anche consacrata dal vescovo Girolamo Verzeri con la dedica a San Silvestro. Pavimentata di nuovo nel 1876, subisce un nuovo apporto decorativo nel 1930 da Gezio Cominelli, aiutato dai figli Lodovico e Antonio. Anche l'esterno viene rifatto nel 1945, mentre altri restauri verranno apportati nel 1964 dal parroco don Pasquale Zanotti. I lavori per l'ultimo restauro cominciarono nel 2008 e terminarono nel 2010.

## Struttura

### Esterno
La facciata della chiesa si presenta come molto tradizionale, come una classica facciata del periodo, elegante ma sobria. È divisa in due registri, entrambi idealmente sostenuti da decorative lesene corinzie, elaborate nel registro inferiore e più semplificate in quello superiore. Sull'asse centrale si aprono il portale d'accesso in basso, sormontato da un timpano semicircolare sfondato, e un finestrone rettangolare in alto. La facciata è infine coronata da un timpano triangolare recante uno stemma con la dedica alla chiesa. Al centro del corpo longitudinale dell'edificio sporge la copertura della cupola con la sua lanterna, mentre a sinistra, sul retro della chiesa, si eleva il campanile dai caratteristici merli "ghibellini", il tutto ispirato alla torre campanaria del Broletto, in città. A sinistra della facciata sporge il corpo del santuario dedicato a Sant'Angela Merici, costruito sullo stile della chiesa alla fine del Settecento.

### Interno
L'interno si presenta a navata unica, decorato da una ricchissima quantità di affreschi, fregi, decorazioni e marmi policromi, nonché statue, bassorilievi e tele di grande valore. Un ordine gigante di lesene corinzie, ripetuto dall'esterno, ricopre e decora coerentemente le murature interne, inquadrando le due cappelle laterali e il presbiterio. Una cupola circolare copre l'area del presbiterio, accompagnata da volte a botte che coprono invece il breve tronco dell'ingresso e l'abside.

## Opere
Come accennato, la chiesa conserva importanti opere d'arte, fra cui spiccano le opere di Antonio Ferretti e Giambattista Tiepolo:
- Sulle pareti laterali all'ingresso, internamente, sono posti due altorilievi di Antonio Ferretti, quello di destra raffigurante l'episodio della Resurrezione e a sinistra il Battesimo di Gesù.
- L'altare di destra è dedicato alla Madonna del Rosario e ospita, al posto della pala, una statua di Antonio Ferretti in legno di tiglio, raffigurante la Vergine con il Bambino in braccio, scultura dinamica e dai colori preziosi che si armonizzano con l'interno della chiesa. La statua fu collocata durante una solenne cerimonia il 30 giugno 1759, generando una fortissima devozione fra i fedeli che si mantiene viva ancora oggi. L'altare è completato da due statue in marmo sempre del Ferretti raffiguranti San Domenico e Santa Caterina.

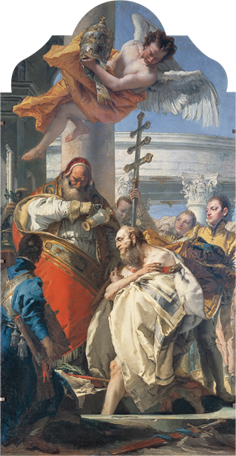
Giovanni Battista Tiepolo, Papa Silvestro nell'atto di battezzare l'Imperatore Costantino

- Nel presbiterio domina la pala di Giambattista Tiepolo, l'opera più importante contenuta nella parrocchiale di Folzano, raffigurante Papa Silvestro nell'atto di battezzare l'Imperatore Costantino. L'opera è notevole, con spesse campiture di colore che conferiscono effetti cromatici quasi pirotecnici, rivelando un pittore assolutamente inarrivabile nella resa del bianco sul manto di Costantino o nell'accostamento cromatico tra il blu della veste del paggio (la cui esecuzione però, secondo uno studio radiografico del 1995, si deve a un'altra mano) e il rosso del piviale del Santo. Dalle cronache tenute da Bartolomeo Facci, nobile e facoltoso possidente locale, rileviamo in data 1º agosto 1757 che "si spera pure nel prossimo decembre di poter nichiare nella sovazza del Altar maggiore la pala effigiante S. Silvestro Papa, che battezza l'Imperador Costantino, della quale si è accordato il contratto per il prezzo dé zecchini d'oro cento col S' Giobatta Tiepolo, Pittore veneziano dé più eruditi, e celebri che vivono nella presente età, quale ha assunto particolare impegno d'impiegare ogni studio ed attenzione nella facitura della pala medesma veramente unica". Nonostante la cifra pagata (circa 20.000 euro del 2022, in quanto uno zecchino d'oro conteneva circa 3,5 grammi d'oro a 24 carati) passeranno ancora due anni prima che l'opera venga consegnata e collocata nel presbiterio della chiesa. Confidando nella difficoltà di spostamento sulle grandi distanze geografiche di committenti e fruitori, però, il Tiepolo realizza e vende almeno altre due copie della tela. La più somigliante è quella realizzata negli stessi anni per la parrocchiale omonima alla folzanese di Wilner-Noistadth in Alta Slesia, dove però la scena è raffigurata in modo speculare. Una terza copia dell'opera è conservata all'Accademia di Venezia, nella quale però i soggetti della scena sono stati trasformati in San Patrizio che battezza Re Borrou d'Irlanda. Dell'opera folzanese è giunto fino a noi il cartone inviato a Brescia con la nota di Giovan Battista Mazzucchelli, segretario del Cardinal Querini, oggi conservato presso la Galleria Cramer all'Aia. La pala arriva a Brescia il 30 settembre 1759, rivelandosi un avvenimento: su un carro trainato da sei buoi bianchi, reperiti nel circondario, l'opera viene fatta sfilare in solenne processione lungo la via principale di Folzano. Per perpetuare il ricordo dell'avvenimento, la strada prende il nome di Via della Pala, storpiata nel 1801 in Via Palla[1].
- Sempre nel presbiterio spicca per complessità e impatto scenografico il gruppo figurativo della Deposizione, con ben undici figure divise su due piani distinti, altro capolavoro di Antonio Ferretti. L'opera, realizzata nel 1757, si avvale di una preziosa cornice dei fratelli Pasquelli. Notare come tutte le figure del Ferretti, sia quelle singole agli altari laterali, sia quelle appartenenti al gruppo della Deposizione, appaiono ascendenti. L'artista ha voluto imprimere loro un movimento verso l'alto che ne rompe la staticità.
- L'altare di sinistra, dedicato all'Immacolata Concezione, ospita una pala di Francesco Lorenzi, allievo del Tiepolo. Si tratta della prima opera commissionata all'artista nell'area bresciana e ha un aspetto smaltato giallo-oro nel manto della Vergine, rosso fragola nella sua veste e rosa cangiante in giallo nella stoffa che cinge l'angelo reggente il manto. L'altare è completate da due statue di Antonio Ferretti raffiguranti San Gioacchino e Sant'Anna. L'opera rimase nella sua collocazione originale fino al 1921 quando, dopo la fine della prima guerra mondiale, per celebrare il ritorno a casa di quasi tutti i folzanesi chiamati al fronte venne rimossa per far posto a una statua del Redentore. L'opera del Lorenzi fu riposizionata sull'altare nel 2003, dopo il restauro e la sua esposizione alla mostra dedicata all'autore, tenutasi a Mozzacane, in provincia di Verona.

## Galleria d'immagini

Interno della chiesa.
Cupola con gli Evangelisti.
Cupola con i Dottori della Chiesa e Pietà.
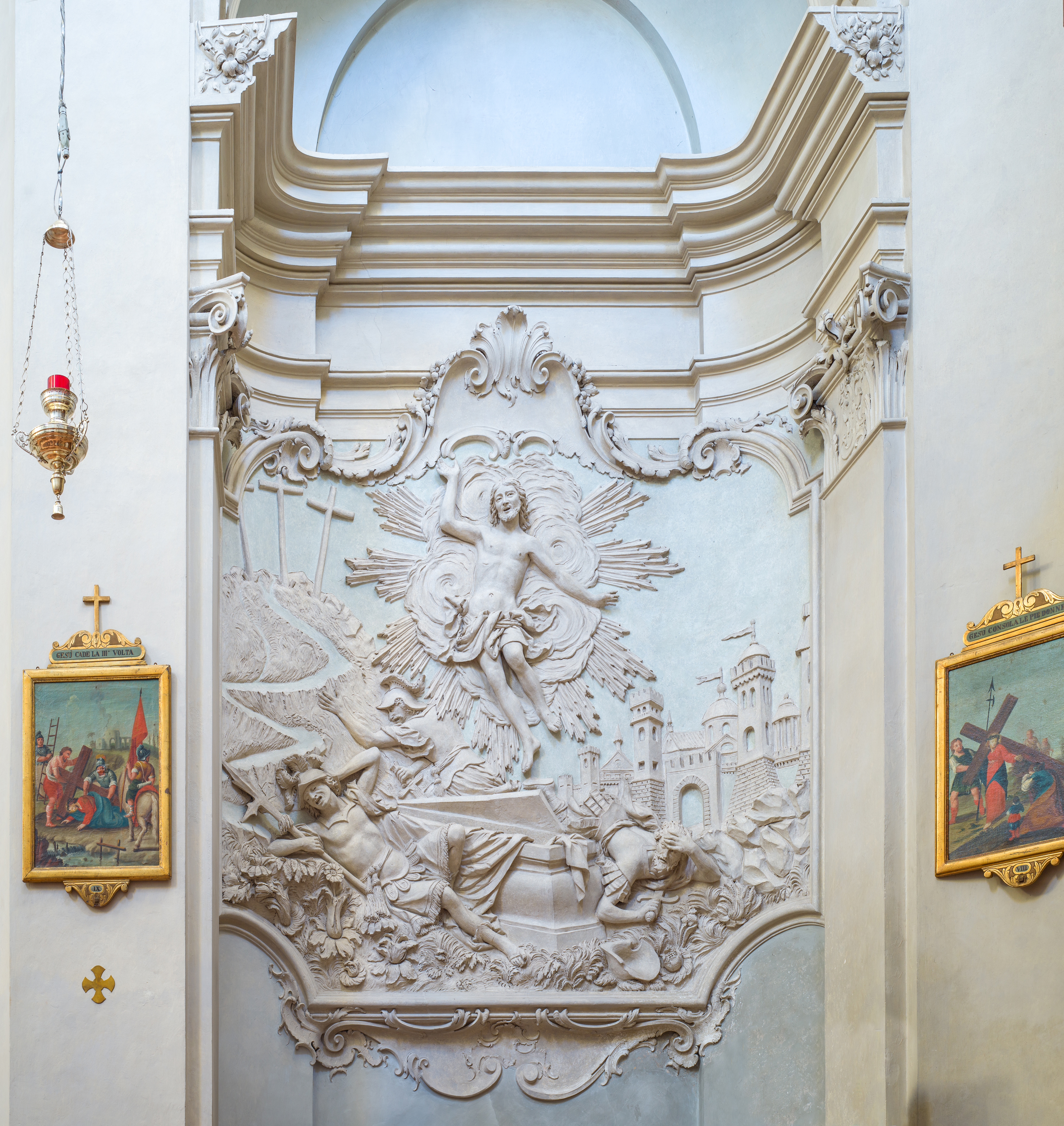
Risurrezione di Gesù di Antonio Ferretti.
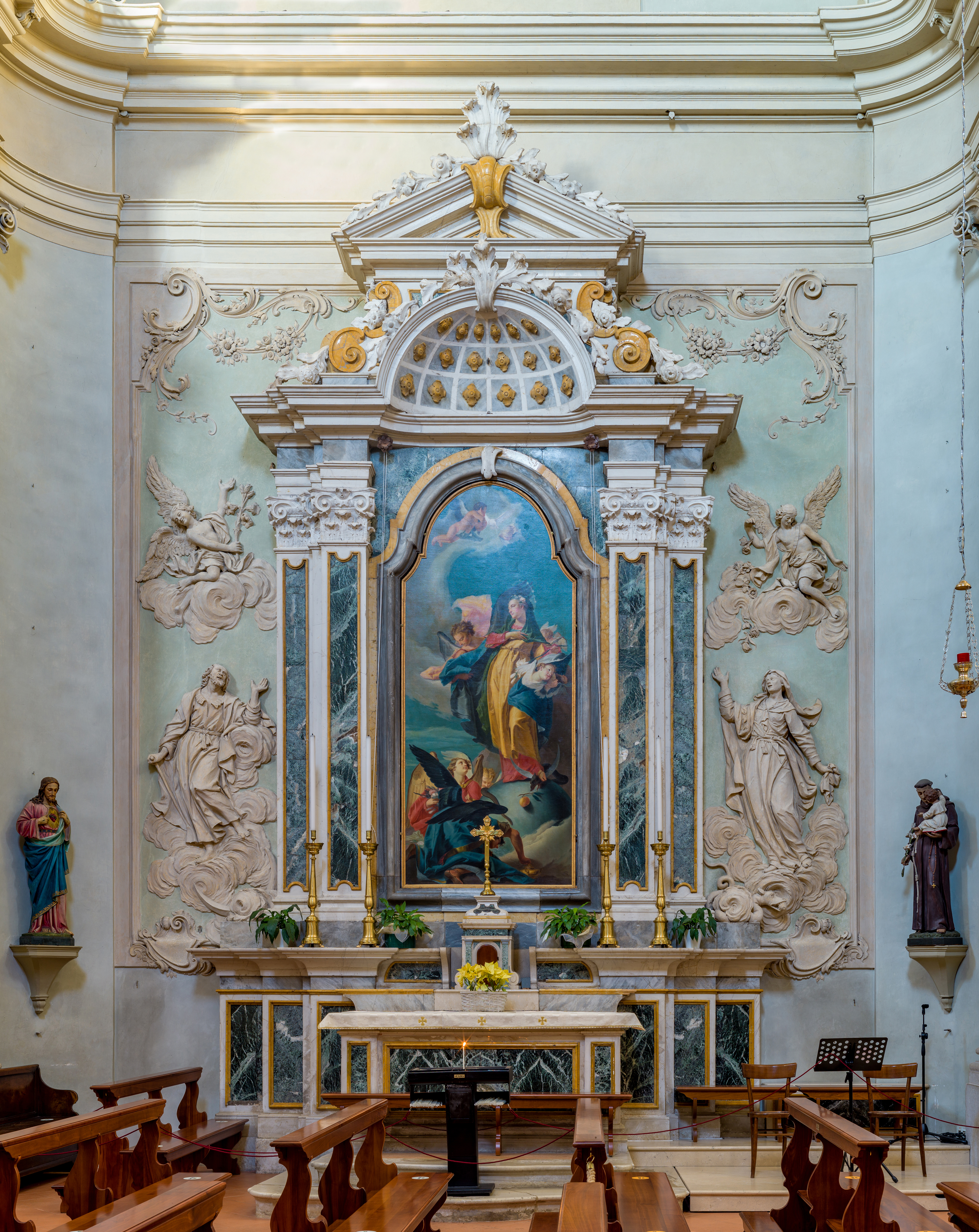
Altare dell'Immacolata.
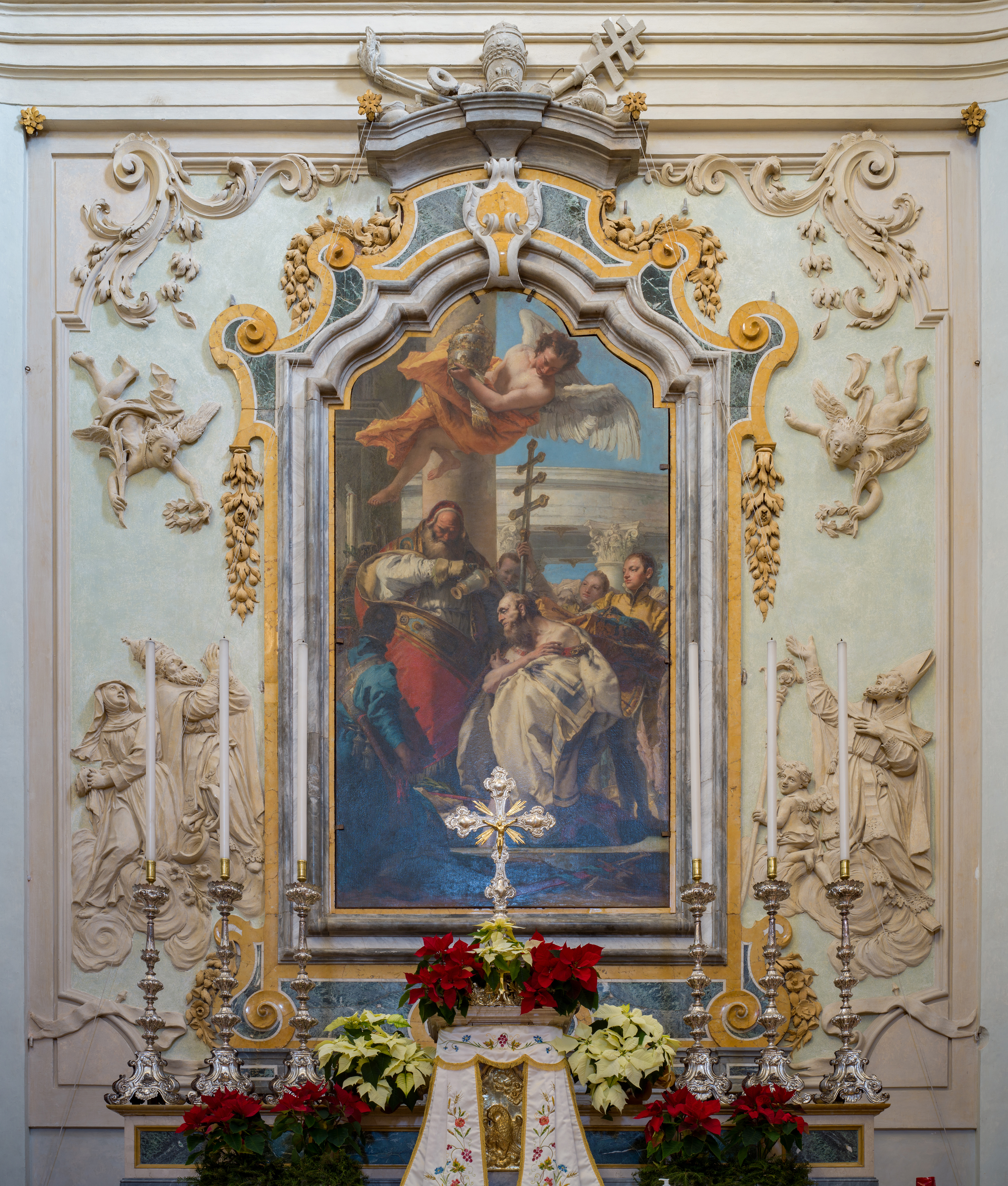
Altare maggiore.
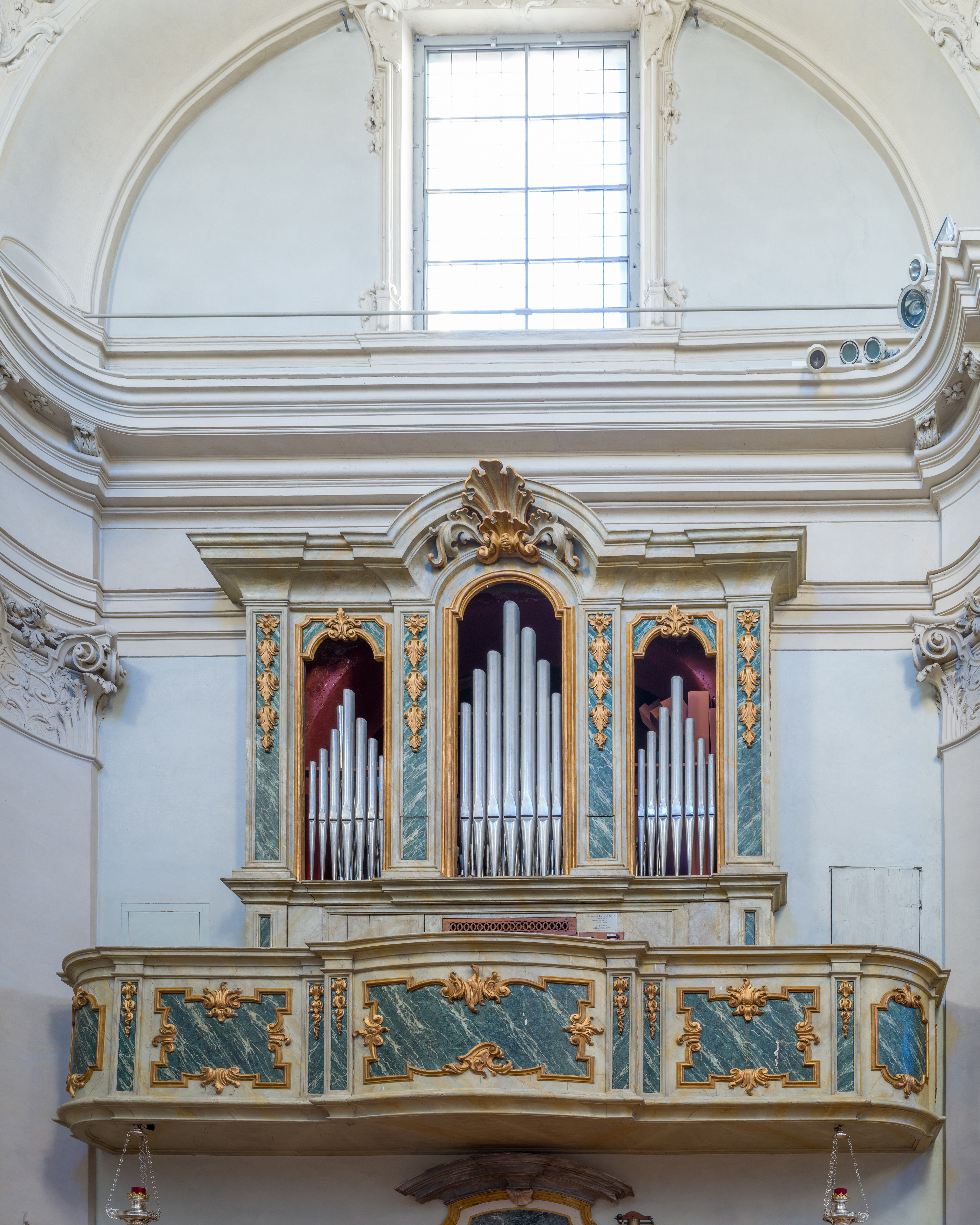
Organo.
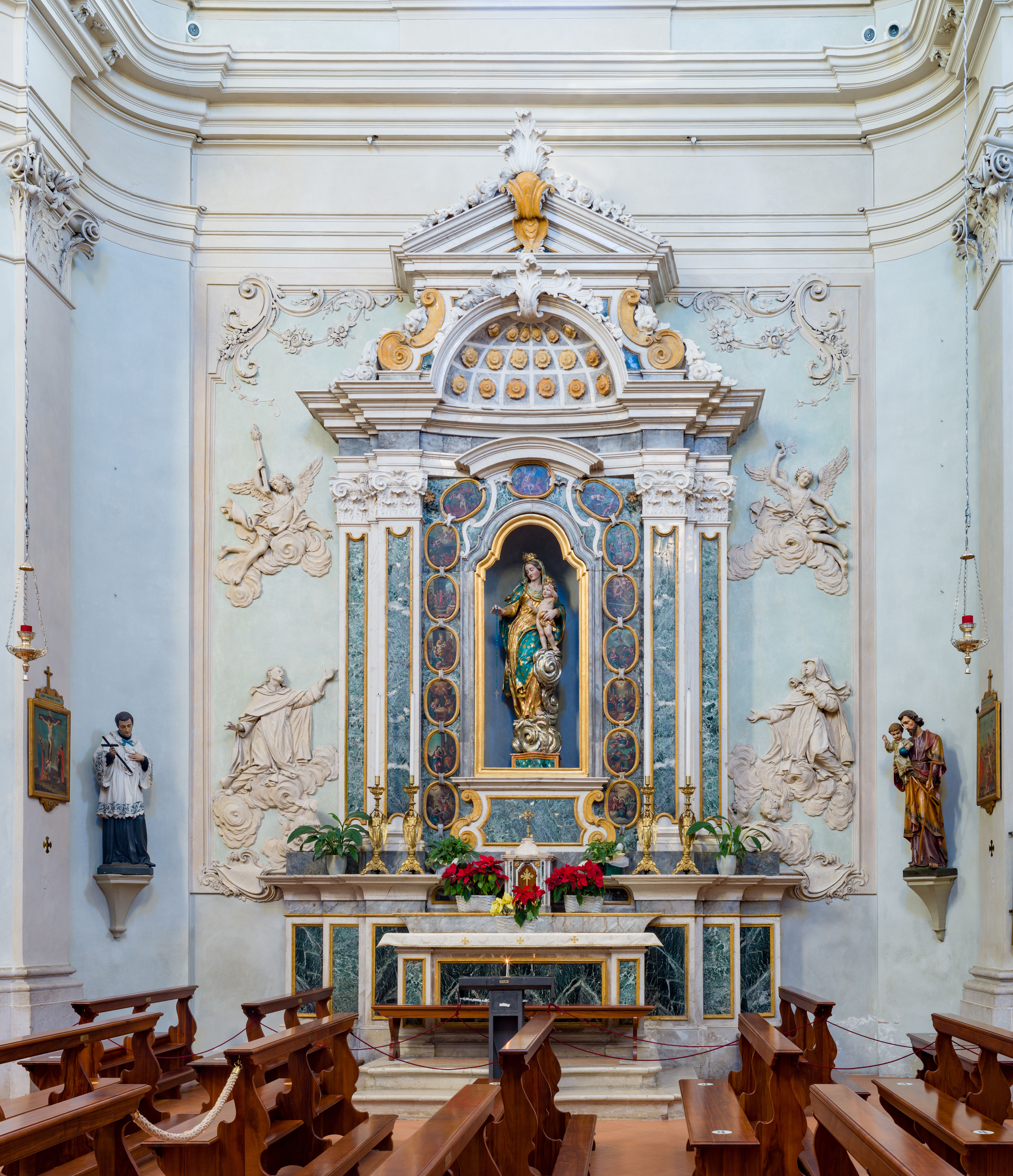
Altare della Madonna del Rosario.
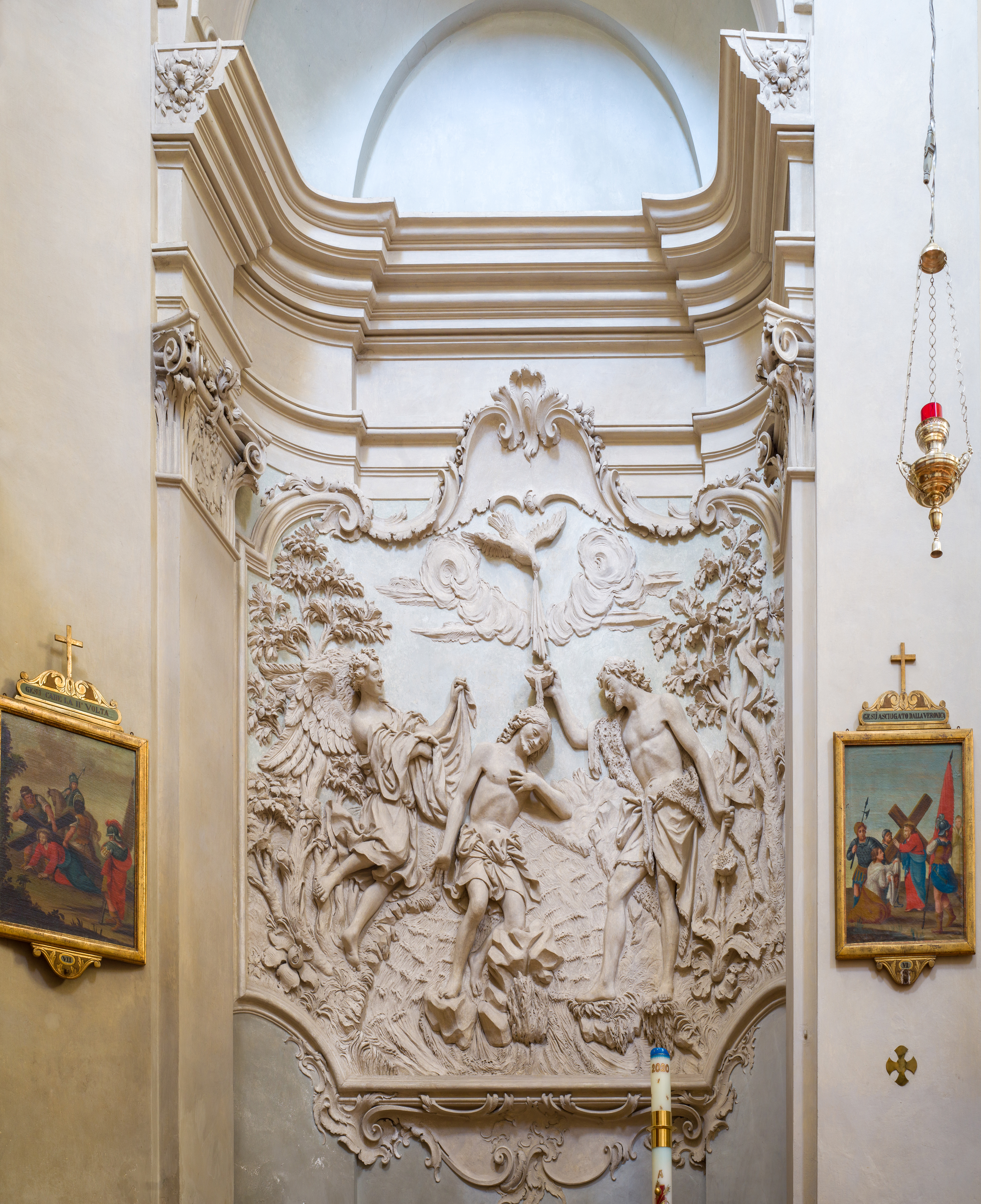
Battesimo di Gesù di Antonio Ferretti.

## Organo a canne
Nella chiesa, sulla cantoria in Cornu Epistulae, collocata lungo la parete destra del presbiterio, si trova un organo a canne costruito fra il 1871 e il 1872 da Giovanni Tonoli e in seguito rimaneggiato. Esso ha una tastiera di 58 tasti ed una pedaliera concava a leggio di 19 pedali (di cui il 18° e il 19° corrispondono rispettivamente alla Terza Mano e al Rullo); la trasmissione è meccanica.